# Siberia (Lights)
Siberia è il secondo album in studio della musicista canadese Lights, pubblicato nel 2011.

## Tracce
Testi e musiche di Lights e Thomas "Tawgs" Salter, eccetto dove indicato.
1. Siberia – 4:19 (Lights, Brian Borcherdt, Graham Walsh)
2. Where the Fence Is Low – 3:24 (Lights, Salter, Jason Parsons)
3. Toes – 3:19 (Lights)
4. Banner – 3:37
5. Everybody Breaks a Glass (feat. Holy Fuck & Shad) – 3:55 (Lights, Borcherdt, Walsh, Shadrach Kabango)
6. Heavy Rope – 3:59
7. Timing Is Everything – 3:16
8. Peace Sign – 3:20 (Lights, Dave Thomson)
9. Cactus in the Valley – 3:23 (Lights)
10. Suspension – 4:04
11. Flux and Flow (feat. Shad) – 3:20 (Lights, Salter, Parsons)
12. Fourth Dimension – 3:27 (Lights, Thomson)
13. ...And Counting – 4:42 (Lights, Thomson)
14. Day One – 8:58 (Lights, Borcherdt, Walsh)

## Classifiche
| Classifica (2011) | Posizione massima |
| ----------------- | ----------------- |
| Canada            | 3                 |
| Stati Uniti       | 47                |